# 追殺夏娃 (第二季)
英國諜報驚悚類型的電視劇《追殺夏娃》第二季於2019年4月7日首播，2019年5月26日完結，共8集。第二季由艾莫芮德·芬諾擔任節目統籌兼首席編劇，戴蒙·湯瑪斯（Damon Thomas）、麗莎·布魯爾曼（Lisa Brühlmann）和法蘭西絲卡·葛雷格利尼執導，艾莫芮德·芬諾、亨莉葉塔·艾許沃斯（Henrietta Ashworth）、潔西卡·艾許沃斯（Jessica Ashworth）、D·C·摩爾（D.C. Moore）、佛萊迪·賽朋（Freddy Syborn）和傑瑞米·德桑執筆編劇。吳珊卓和朱迪·科默繼續出演雙主角夏娃·波拉斯特里和薇拉內爾／歐莎娜·阿斯坦科娃。費歐娜·蕭、金·博迪尼亞、歐文·麥克唐納、西恩·德萊尼（Sean Delaney）和愛德華·布盧梅爾出演主要角色。
2018年4月，在第一季播出之前，英國廣播公司美國台公佈預訂本劇第二季。《追殺夏娃》第二季於2018年7月16日開始拍攝，12月14日殺青。拍攝地點包括英國倫敦、法國巴黎、荷蘭阿姆斯特丹、意大利托斯卡納和羅馬以及羅馬尼亞首都布加勒斯特等。
主演吳珊卓憑藉第二季獲得第71屆黃金時段艾美獎的最佳劇情類影集女主角提名，朱迪·科默憑藉第二季中的出色表演獲得2019年第71屆黃金時段艾美獎最佳女主角。

## 演員與角色

### 主要角色
- 吳珊卓 飾演 夏娃·波拉斯特里（英语：Eve Polastri）：英國軍情五處的工作人員，迷戀上了一名惡名昭彰的女殺手[1][2]。

- 朱迪·科默 飾演 薇拉內爾／歐莎娜·阿斯坦科娃（英语：Villanelle (character)）：一個患有心理疾病、技巧娴熟、會多國語言的女刺客，開始着迷於追踪她的軍情五處工作人員夏娃[2][3]。

- 費歐娜·蕭 飾演 卡洛琳·馬滕斯（Carolyn Martens）：英國軍情六處俄羅斯分部負責人[2][4]。

- 金·博迪尼亞（英语：Kim Bodnia） 飾演 康斯坦丁·瓦西里耶夫（Konstantin Vasiliev）：薇拉內爾的上線[2][4]。

- 歐文·麥克唐納（英语：Owen McDonnell） 飾演 尼科·波拉斯特里（Niko Polastri）：夏娃的丈夫，一名教師[2][4]。

- 西恩·德萊尼（Sean Delaney） 飾演 肯尼·史托頓（Kenny Stowton）：被軍情六處招募的駭客，卡洛琳的兒子[2][4]。

- 愛德華·布盧梅爾（英语：Edward Bluemel） 飾演 雨果（Hugo）：軍情六處特工，夏娃的助手[5][6]。

### 常設角色
- 妮娜·索薩尼亞（英语：Nina Sosanya） 飾演 潔絲（Jess）：軍情六處特工，夏娃的助手[5][6]。

- 亨利·勞埃德-休斯 飾演 艾倫·皮爾（Aaron Peel）：受害者阿利斯泰爾·皮爾之子，在父親死後全面接管公司[6]。

### 客串角色
- 夏儂·塔伯特（英语：Shannon Tarbet） 飾演 安柏·皮爾（Amber Peel）：艾倫的妹妹[6]。

- 艾瑪·貝爾遜（英语：Emma Pierson） 飾演 嘉瑪（Gemma）：尼科的大學同事[6]。

- 阿德里安·史卡博羅（英语：Adrian Scarborough） 飾演 雷蒙（Raymond）：「十二門徒」成員[6]。

## 集數
| 總集數 | 集數 （季） | 標題 | 譯名                   | 導演                  | 編劇                                            | 首播日期      | BBCA收視人數 （百萬） |
| --- | ----------- | ---- | ---------------------- | --------------------- | ----------------------------------------------- | ------------- | --------------------- |
| 9 | 1           |      | 你知道怎麼毀屍滅跡嗎？ | 達蒙·托馬斯           | 艾莫芮德·芬諾                                   | 2019年4月7日  | 0.403                 |
| 夏娃以為自己殺了薇拉內爾，匆忙離開巴黎返回家中。薇拉內爾身中刀傷，在巴黎一家醫院治療。卡洛琳告訴夏娃「十二門徒」有專人負責清理殘局，軍情六處在巴黎的公寓一無所獲。薇拉內爾傷情略有好轉之後，成全了鄰床病友蓋布瑞的意愿，将其杀害，逃離醫院。卡洛琳重新招募夏娃，二人開始調查IT行業富豪阿利斯泰爾·皮爾的死亡案。薇拉內爾偷渡來到了英國。 |             |      |                        |                       |                                                 |               |                       |
| 10 | 2           |      | 乾淨俐落               | 戴蒙·湯瑪斯           | 艾莫芮德·芬諾                                   | 2019年4月14日 | 0.321                 |
| 薇拉內爾來到英國巴茲爾登，隨身藥物被偷，无奈求助於路人朱利安。卡羅琳成立代號為「曼德勒行動」的緝兇小組，招募新成員潔絲和雨果。小組調查認為另有一名連環女殺手四處犯案，代號「幽靈」。朱利安沒有按薇拉内尔的要求買来抗生素，导致薇拉內爾傷口感染，身體虛弱。薇拉內爾实质上已被朱利安囚禁，情急之下撥通軍情六處電話，求助夏娃。但卡洛琳和夏娃趕到現場時，朱利安已被薇拉內爾謀殺。薇拉內爾逃脫之後，遇到新上線雷蒙德。夏娃來到卡洛琳家中，見到康斯坦。 |             |      |                        |                       |                                                 |               |                       |
| 11 | 3           |      | 飢餓的毛毛蟲           | 麗莎·布魯爾曼         | 艾莫芮德·芬諾 亨莉葉塔·艾許沃斯 潔西卡·艾許沃斯 | 2019年4月21日 | 0.361                 |
| 康斯坦丁警告夏娃要遠離薇拉內爾。薇拉內爾在倫敦金融城謀殺了一位著名投資人。雷蒙告訴薇拉內爾另有一名不屬於組織的女殺手。薇拉內爾向學校舉報尼科涉嫌性騷擾學生，並慫恿愛慕他的女同事嘉瑪大膽行動，成功離間了尼科和夏娃的感情。夏娃以康斯坦丁家人的信息向他換取組織的接頭地點。康斯坦丁提前來到位於帕丁頓的酒店通風報信，他與薇拉內爾再次合作，逃離倫敦。夏娃在酒店功虧一簣。她在家中使用薇拉內爾留下的口紅時，被藏於其中的利刃劃破嘴唇。 |             |      |                        |                       |                                                 |               |                       |
| 12 | 4           |      | 絕望的時候             | 麗莎·布魯爾曼         | 艾莫芮德·芬諾 D·C·摩爾                          | 2019年4月28日 | 0.459                 |
| 夏娃發現阿利斯泰爾·皮爾周圍數人在過去一段時間相繼以偽裝為意外事故的方式被謀殺身亡。薇拉內爾和康斯坦丁來到荷蘭阿姆斯特丹。「幽靈」再次謀殺了皮爾的秘書，夏娃開始對多名死者的人際關係進行交叉對比分析。薇拉內爾為了保持與夏娃的聯繫，向她寄去了明信片，封面為荷蘭畫家簡·德·布雷的畫作《德·維特兄弟之屍》。隨後她受僱於一名女士，仿照畫作在紅燈區謀殺了她的丈夫。卡洛琳收到明信片，瞞著夏娃派遣潔絲前去調查。薇拉內爾沒等到夏娃，心生失望，情緒失控的她差點謀殺一名少女，康斯坦丁及時出現阻止了她。夏娃抓獲可能為「幽靈」的嫌疑人。                                                               |             |      |                        |                       |                                                 |               |                       |
| 13 | 5           |      | 再見掰掰               | 法蘭西絲卡·葛雷格利尼 | 佛萊迪·赛朋                                     | 2019年5月5日  | 0.454                 |
| 薇拉內爾再次受僱謀殺了一名男子。夏娃為了找出指使「幽靈」的幕後黑手，决定引出薇拉內爾来帮忙，于是匿名僱傭薇拉內爾來謀殺自己。薇拉內爾收到指令後，向夏娃送出了一盒擺成「EVE」字樣的白色玫瑰花。卡洛琳暗中調查夏娃的精神狀態。薇拉內爾身著喪服來到夏娃家中，兩人和解之後，夏娃向薇拉內爾說明了請求。卡洛琳和康斯坦丁在屋外暗中監視兩人。夏娃帶著薇拉內爾來到迪恩森林，薇拉內爾審問了「幽靈」，後者交代幕後主使者是皮爾的兒子艾倫·皮爾。薇拉內爾來到牛津，告訴尼科自己與夏娃關係親密，並且已經原諒了夏娃。                                                                                       |             |      |                        |                       |                                                 |               |                       |
| 14 | 6           |      | 希望你喜欢傳教士體位！ | 法蘭西絲卡·葛雷格利尼 | 傑瑞米·德桑                                     | 2019年5月12日 | 0.402                 |
| 為了獲得證據，夏娃招募薇拉內爾到艾伦·皮尔处當臥底。薇拉內爾假扮成從紐約布魯克林來到倫敦的女孩比莉，在戒毒互助會上接近艾倫的妹妹安柏。夏娃發現尼科與同事嘉瑪關係曖昧。薇拉內爾在夏娃面前謀殺了安柏的監護人，并成功與安珀建立聯繫。夏娃发现尼科在嘉瑪家中，雖然尼科兀自解釋，夏娃沒有相信。薇拉內爾受安柏之邀，來到位於里士滿區的艾倫家中吃晚餐。艾倫識破了薇拉內爾的身份謊言，薇拉內爾打破了他的鼻子，徑自離開。 |             |      |                        |                       |                                                 |               |                       |
| 15 | 7           |      | 完全清醒               | 戴蒙·湯瑪斯           | 艾莫芮德·芬諾                                   | 2019年5月19日 | 0.419                 |
| 可能是被她的举动勾起兴趣，艾倫主动联系薇拉内尔，并最终邀請她一同前往羅馬會見客戶。夏娃擔心薇拉內爾殺人，破壞行動計劃，遂決定與雨果同去羅馬监督。薇拉內爾找到了尼科和嘉玛，并殺害了嘉玛。肯尼勸阻夏娃不要前去羅馬。艾伦在薇拉内尔的房间装了监视器，严密监视着她。夏娃接头时给薇拉内尔送去窃听器，憑藉薇拉內爾的幫助，夏娃成功監聽到艾倫與客戶的談判，他想賣的「武器」原来是他拥有的世上每一个人的数据。晚間，薇拉內爾通過監聽耳機挑逗夏娃，夏娃在她的鼓动下，主動同雨果做愛。 |             |      |                        |                       |                                                 |               |                       |
| 16 | 8           |      | 你是我的               | 戴蒙·湯瑪斯           | 艾莫芮德·芬諾                                   | 2019年5月26日 | 0.367                 |
| 薇拉內爾发现了艾倫謀殺多位年轻女性的視頻。当薇拉內爾在电脑上看见“武器”的潜在买家是雷蒙，她立刻報信称自己身陷险境。夏娃躲過殺手，拋下受傷的雨果，衝進了艾倫的別墅。薇拉內爾最终殺掉了艾倫。随后二人均意識到自己被军情六处利用，军情六处的真实目的便是杀掉艾伦。两人分別與卡洛琳和康斯坦丁決裂。薇拉內爾返回酒店尋找夏娃，遇到了来杀自己的雷蒙。為救薇拉內爾，情急之下夏娃掄起斧頭劈死雷蒙。两人成功逃脱后，夏娃意识到薇拉內爾其实是想诱使自己杀人，使自己心理崩溃，好趁乱让自己跟着她亡命天涯。夏娃決意離開薇拉內爾。薇拉內爾意识到无可挽回，开枪射向夏娃，随着夏娃的倒地，薇拉內爾径自离开。 |             |      |                        |                       |                                                 |               |                       |

## 製作

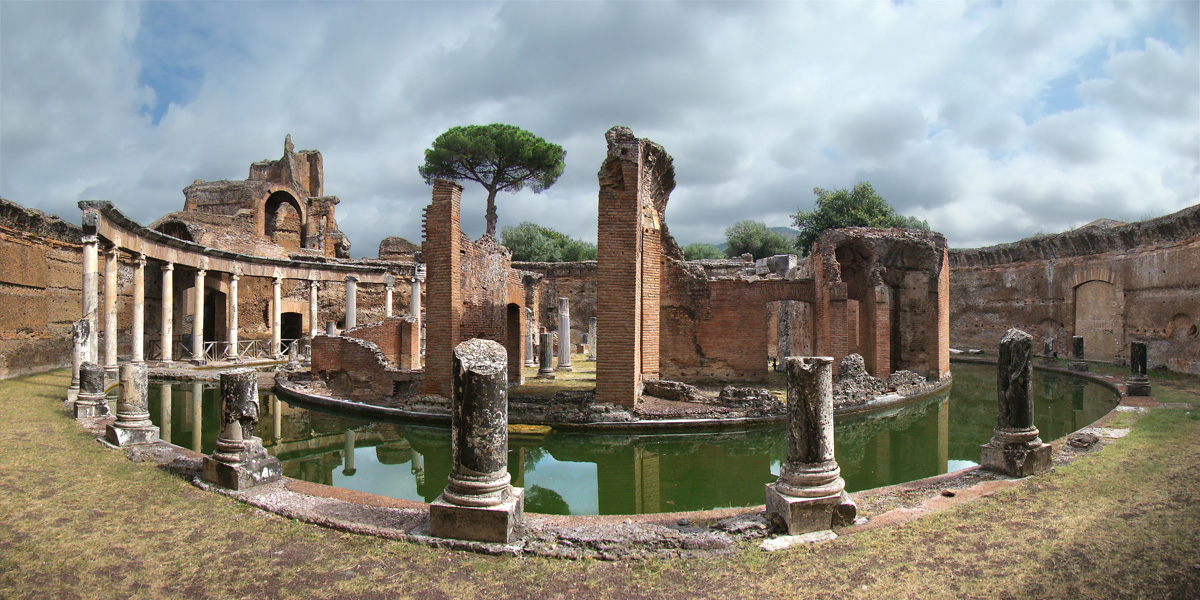
第二季最後一幕的拍攝地點：意大利拉齊奧大區蒂沃利的哈德良別墅

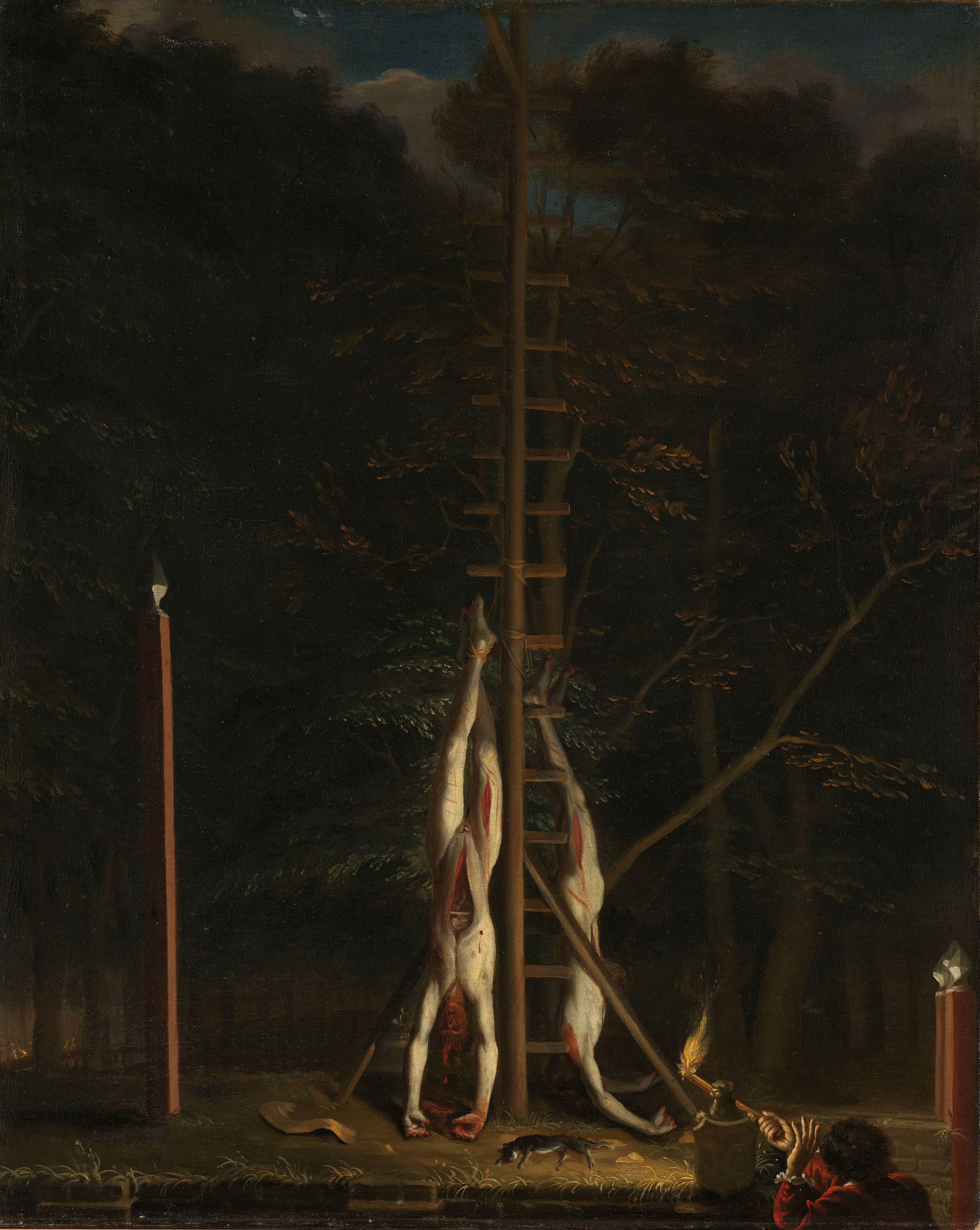
簡·德·布雷作品《德·維特兄弟之屍》，薇拉內爾仿照畫作謀殺一名男子

在第一季播出之前，英國廣播公司美國台公佈預訂本劇第二季。2018年7月，《好萊塢報道》稱執行製片人菲比·沃勒-布里奇著手第二季的開發製作，聘請艾莫芮德·芬諾擔任節目統籌兼首席編劇，麗莎·布魯爾曼和法蘭西絲卡·葛雷格利尼執導劇集。
劇集第二季於2018年7月16日開始拍攝，12月14日殺青。拍攝地點包括英國倫敦、法國巴黎、荷蘭阿姆斯特丹、意大利托斯卡納和羅馬以及羅馬尼亞首都布加勒斯特等。剧组拍摄时，有意避开了各个城市中的著名旅游景点，而选择呈现那些少有人知，等待人们去发现的地方。第二季的首席编剧——埃默拉爾德·芬內爾说：“在巴黎的时候，你不会（在剧中）见到凯旋门，但你会见到一条在高架桥下、布满非常好看的旧涂鸦的通道”。在第三集中，薇拉內爾跟蹤夏娃的場景在倫敦布盧姆茨伯里的羅素廣場拍攝。第四集中，薇拉內爾和康斯坦丁參觀畫展的場景在荷蘭阿姆斯特丹國家博物館拍攝。第五集中，剧组在倫敦圖書館拍摄了内景，薇拉內爾、康斯坦丁与活雕像的場景於2018年10月在倫敦南岸中心拍攝。第八集的最後一個場景在意大利拉齊奧大區蒂沃利的哈德良別墅拍攝。
第二季於2019年4月7日在英國廣播公司美國台和AMC同時首播。2019年3月，在第二季開播之前，原著作者盧克·詹寧斯創作的第二部小說《Killing Eve: No Tomorrow》正式出版發行。由於詹寧斯一直與劇集創作者保持合作關係，儘管書內故事偏離劇集內容，但兩者具有「共同的DNA」。

## 音樂
劇集前兩季的音樂原聲帶數字版於2019年11月29日在亞馬遜和iTunes上發行，同期出售實體版黑膠唱片。
| 曲序     | 曲目                                         | 歌手                   | 时长  |
| -------- | -------------------------------------------- | ---------------------- | ----- |
| 1.       | It's Not You, It's Me                        | Unloved                | 3:58  |
| 2.       | I'm Gonna Haunt You                          | Fabienne Delsol        | 2:34  |
| 3.       | Damned                                       | Unloved                | 4:06  |
| 4.       | Where Evil Grows                             | Poppy Family           | 2:45  |
| 5.       | Remember                                     | Étienne Daho & Unloved | 3:18  |
| 6.       | She's My Witch (Edit)                        | Fireflies              | 3:29  |
| 7.       | Tell Mama (Killing Eve)                      | Unloved                | 4:28  |
| 8.       | Born to Lie                                  | Le Volume Courbe       | 2:49  |
| 9.       | I Could Tell You But I'd Have To Kill        | Unloved                | 4:56  |
| 10.      | Her (Killing Eve)                            | Unloved                | 4:02  |
| 11.      | Lee                                          | Unloved                | 3:38  |
| 12.      | Modern Kosmology                             | Jane Weaver            | 4:38  |
| 13.      | Vai Tu Sei Libero                            | Dalida                 | 2:40  |
| 14.      | Dangerous Charms                             | The Delmonas           | 2:02  |
| 15.      | Screw You                                    | Ramases                | 4:35  |
| 16.      | La Plus Belle Chanson                        | Jacqueline Taïeb       | 2:27  |
| 17.      | Vlinder Van Een Zomer (Angel of the Morning) | Willeke Alberti        | 3:06  |
| 18.      | Comment Ça Se Danse                          | Bertrand Belin         | 4:51  |
| 19.      | Opera House                                  | Cigarettes After Sex   | 6:00  |
| 总时长： | 总时长：                                     | 总时长：               | 70:22 |

## 迴響

### 評價
| 第二季（2019年）：烂番茄追踪到的所有评论家的评论中，正面评论占比 |                                                              |
|                                                                  | 由于已知的技术原因，图表暂时不可用。带来不便，我们深表歉意。 |

《追殺夏娃》第二季在爛番茄網站上獲得了93%的新鮮度，8.2/10分（58位劇評人）。該網站的關鍵共識寫道：「《追殺夏娃》憑藉類似於貓捉老鼠遊戲的故事核心，回歸的第二季依然是令人著迷的劇集。滑稽可笑的黑色幽默和主角之間的迷人互動貫穿其中，進一步促使它成為最好的間諜驚悚片之一。」第二季在Metacritic網站上獲得了「普遍讚譽」，87/100分（19位劇評人）。
「薇拉內爾一直能夠按照自己的想法做事。她利用社會中存在的厭女癥，偽裝成為可憐的受害者，從而達到目的。」艾米莉·努斯鮑姆在《紐約客》中寫道，「劇集想要強調女性氣質自身就是一種反社會人格的精神病態，精於此道的薇拉內爾從中獲益匪淺」。《紐約郵報》羅伯特·羅爾克指出，在第一季兩名女主角很少出現在同一場景中，第二季首席編劇埃默拉爾德·芬內爾延續了這一模式。

### 年度最佳電視節目
2019年9月，《追殺夏娃》在《衛報》評選的21世紀百大優秀電視劇榜單中排名第30位。

### 美國收視
《追殺夏娃》第二季於英國廣播公司美國台和AMC同時首播，首播集收視創下歷史新高，雙台合併收視人數達117萬，比單台播出的第一季季終集高出67%。雙台Live+3收視人數共計達到166萬，比第一季季終集高出32%。
| 序 | 標題                   | 播出日期      | 英國廣播公司美國台 | 英國廣播公司美國台 | AMC                | AMC               | BBCA DVR人數 （百萬） | BBCA 總收視人數 （百萬） | AMC DVR人數 （百萬） | AMC 總收視人數 （百萬） | 來源                 |
| 序 | 標題                   | 播出日期      | 收視率 （18-49歲） | 收視人數 （百萬）  | 收視率 （18-49歲） | 收視人數 （百萬） | BBCA DVR人數 （百萬） | BBCA 總收視人數 （百萬） | AMC DVR人數 （百萬） | AMC 總收視人數 （百萬） | 來源                 |
| -- | ---------------------- | ------------- | ------------------ | ------------------ | ------------------ | ----------------- | --------------------- | ------------------------ | -------------------- | ----------------------- | -------------------- |
| 1  | 你知道怎麼毀屍滅跡嗎？ | 2019年4月7日  | 0.10               | 0.403              | 0.15               | 0.769             | 0.386                 | 0.790                    | 0.188                | 0.957                   | [ 8 ] [ 38 ] [ 37 ]  |
| 2  | 乾淨俐落               | 2019年4月14日 | 0.07               | 0.321              | 0.13               | 0.609             | 0.445                 | 0.766                    | 0.279                | 0.888                   | [ 9 ] [ 39 ] [ 40 ]  |
| 3  | 飢餓的毛毛蟲           | 2019年4月21日 | 0.04               | 0.361              | 0.15               | 0.620             | 0.276                 | 0.637                    | 0.247                | 0.867                   | [ 10 ] [ 41 ]        |
| 4  | 絕望的時候             | 2019年4月28日 | 0.12               | 0.459              | 0.12               | 0.629             | 0.441                 | 0.900                    | 0.266                | 0.895                   | [ 11 ] [ 42 ] [ 43 ] |
| 5  | 再見掰掰               | 2019年5月5日  | 0.13               | 0.454              | 0.12               | 0.570             | 0.459                 | 0.914                    | 0.264                | 0.834                   | [ 12 ] [ 44 ] [ 45 ] |
| 6  | 希望你喜欢傳教士體位！ | 2019年5月12日 | 0.07               | 0.402              | 0.15               | 0.615             | 0.493                 | 0.896                    | 0.281                | 0.896                   | [ 13 ] [ 46 ] [ 47 ] |
| 7  | 完全清醒               | 2019年5月19日 | 0.09               | 0.419              | 0.17               | 0.663             | 0.477                 | 0.897                    | 0.243                | 0.906                   | [ 14 ] [ 48 ] [ 49 ] |
| 8  | 你是我的               | 2019年5月26日 | 0.08               | 0.367              | 0.12               | 0.537             | 0.413                 | 0.780                    | 0.277                | 0.814                   | [ 15 ] [ 50 ] [ 51 ] |

### 英國收視
| 序 | 標題                   | 播出日期      | 當日收視          | 當日收視       | 總收視           | 總收視            | 來源          |
| 序 | 標題                   | 播出日期      | 收視人數 （百萬） | 收視份額 （%） | 7日收視 （百萬） | 28日收視 （百萬） | 來源          |
| -- | ---------------------- | ------------- | ----------------- | -------------- | ---------------- | ----------------- | ------------- |
| 1  | 你知道怎麼毀屍滅跡嗎？ | 2019年6月8日  | 3.5               | 21.1           | 7.12             | 8.36              | [ 52 ] [ 53 ] |
| 2  | 乾淨俐落               | 2019年6月15日 | 不適用            | 不適用         | 7.21             | 7.97              | [ 53 ]        |
| 3  | 飢餓的毛毛蟲           | 2019年6月22日 | 不適用            | 不適用         | 7.85             | 8.74              | [ 53 ]        |
| 4  | 絕望的時候             | 2019年6月29日 | 不適用            | 不適用         | 7.87             | 8.75              | [ 53 ]        |
| 5  | 再見掰掰               | 2019年7月6日  | 不適用            | 不適用         | 7.97             | 8.66              | [ 53 ]        |
| 6  | 希望你喜歡傳教士體位！ | 2019年7月13日 | 2.2               | 15.5           | 8.00             | 8.76              | [ 54 ] [ 53 ] |
| 7  | 完全清醒               | 2019年7月20日 | 不適用            | 不適用         | 6.93             | 7.38              | [ 53 ]        |
| 8  | 你是我的               | 2019年7月27日 | 2.1               | 13.8           | 6.07             | 6.53              | [ 55 ] [ 53 ] |

## 獎項
| 年度 | 獎項                     | 類別                                      | 入圍者                                                             | 結果 | 來源   |
| ---- | ------------------------ | ----------------------------------------- | ------------------------------------------------------------------ | ---- | ------ |
| 2019 | 第35屆電視評論家協會獎   | 劇情類最佳劇集                            | 《追殺夏娃》                                                       | 提名 | [ 56 ] |
| 2019 | 第35屆電視評論家協會獎   | 劇情類最佳表演                            | 朱迪·科默                                                          | 提名 | [ 56 ] |
| 2019 | 第45屆土星獎             | 最佳動作／驚悚電視劇                      | 《追殺夏娃》                                                       | 提名 | [ 57 ] |
| 2019 | 第45屆土星獎             | 電視劇最佳女主角                          | 吳珊卓                                                             | 提名 | [ 57 ] |
| 2019 | 2019年金德比电视奖       | 最佳劇情類電視劇                          | 《追殺夏娃》                                                       | 提名 | [ 58 ] |
| 2019 | 2019年金德比电视奖       | 劇情類劇集最佳女主角                      | 朱迪·科默                                                          | 獲獎 | [ 58 ] |
| 2019 | 2019年金德比电视奖       | 劇情類劇集最佳女主角                      | 吳珊卓                                                             | 提名 | [ 58 ] |
| 2019 | 2019年金德比电视奖       | 劇情類劇集最佳女配角                      | 費歐娜·蕭                                                          | 提名 | [ 58 ] |
| 2019 | 2019年金德比电视奖       | 年度最佳劇集                              | 達蒙·托馬斯（Damon Thomas）、埃默拉爾德·芬內爾 《你知道怎麼毀屍滅跡嗎？》      | 提名 | [ 58 ] |
| 2019 | 第71屆黃金時段艾美獎     | 最佳劇情類影集                            | 《追殺夏娃》                                                       | 提名 | [ 59 ] |
| 2019 | 第71屆黃金時段艾美獎     | 最佳劇情類影集女主角                      | 朱迪·科默                                                          | 獲獎 | [ 59 ] |
| 2019 | 第71屆黃金時段艾美獎     | 最佳劇情類影集女主角                      | 吳珊卓                                                             | 提名 | [ 59 ] |
| 2019 | 第71屆黃金時段艾美獎     | 最佳劇情類影集女配角                      | 費歐娜·蕭                                                          | 提名 | [ 59 ] |
| 2019 | 第71屆黃金時段艾美獎     | 最佳劇情類影集編劇                        | 埃默拉爾德·芬內爾《乾淨俐落》                                      | 提名 | [ 59 ] |
| 2019 | 第71屆黃金時段艾美獎     | 最佳劇情類影集導演                        | 麗莎·布魯爾曼（Lisa Brühlmann）《絕望的時候》                                    | 提名 | [ 59 ] |
| 2019 | 第71屆創意藝術艾美獎     | 最佳劇情類影集選角                        | 蘇珊·克羅利（Suzanne Crowley）、吉利·普爾（Gilly Poole）                                     | 提名 | [ 59 ] |
| 2019 | 第71屆創意藝術艾美獎     | 最佳劇情類影集剪輯                        | 丹·克林尼翁（Dan Crinnion）《絕望的時候》                                      | 提名 | [ 59 ] |
| 2019 | 第71屆創意藝術艾美獎     | 最佳一小時或以上時間的 劇情類影集美術指導 | 勞倫斯·多爾曼（Laurence Dorman）、貝基·哈維（Beckie Harvey）、 琳達·威爾遜（Linda Wilson）《飢餓的毛毛蟲》 | 提名 | [ 59 ] |
| 2020 | 第24屆衛星獎             | 最佳劇情類電視劇                          | 《追殺夏娃》                                                       | 提名 | [ 60 ] |
| 2020 | 第24屆衛星獎             | 劇情類電視劇最佳女主角                    | 朱迪·科默                                                          | 提名 | [ 60 ] |
| 2020 | 第24屆衛星獎             | 劇情類電視劇最佳女主角                    | 吳珊卓                                                             | 提名 | [ 60 ] |
| 2020 | 第10屆評論家選擇電視劇獎 | 劇情類電視劇最佳女主角                    | 朱迪·科默                                                          | 提名 | [ 61 ] |
| 2020 | 第77屆金球獎             | 最佳劇情類電視劇                          | 《追殺夏娃》                                                       | 提名 | [ 62 ] |
| 2020 | 第77屆金球獎             | 劇情類電視劇最佳女主角                    | 朱迪·科默                                                          | 提名 | [ 62 ] |
| 2020 | 第22屆美國服裝設計工會獎 | 最佳現代服裝設計                          | 夏洛特·米切爾（Charlotte Mitchell）《絕望的時候》                                    | 提名 | [ 63 ] |
| 2020 | 第26屆美國演員工會獎     | 最佳劇情類影集女演員                      | 朱迪·科默                                                          | 提名 | [ 64 ] |
| 2020 | 第31屆GLAAD媒體獎        | 最佳劇情類電視劇                          | 《追殺夏娃》                                                       | 提名 | [ 65 ] |
| 2020 | 第66屆英國電視學院獎     | 最佳女主角                                | 朱迪·科默                                                          | 提名 | [ 66 ] |
| 2020 | 第22屆英國電視學院工藝獎 | 最佳電視編輯：虛構類                      | 丹·克林尼翁（Dan Crinnion）《絕望的時候》                                      | 提名 | [ 66 ] |
| 2020 | 第22屆英國電視學院工藝獎 | 最佳原創音樂                              | 大衛·霍姆斯（David Holmes）和基弗斯·西安嘉（Keefus Ciancia）                                 | 提名 | [ 66 ] |
| 2020 | 第22屆英國電視學院工藝獎 | 最佳美術指導                              | 勞倫斯·多爾曼（Laurence Dorman）和琳達·威爾遜（Linda Wilson）                                 | 提名 | [ 66 ] |

## 影碟發行
| 《追殺夏娃》第二季                           |          |               |               |               |               |               |               |
| 影碟詳情                                     |          |               |               |               |               |               |               |
| - 8集／2碟裝／寬高比1.78:1 - 總時長：360分鐘 |          |               |               |               |               |               |               |
| DVD                                          | DVD      | 區域1         | 區域1         | 區域2         | 區域2         | 區域4         | 區域4         |
| 發行日期                                     | 發行日期 | 2019年6月18日 | 2019年6月18日 | 2019年8月26日 | 2019年8月26日 | 2019年8月28日 | 2019年8月28日 |
| 藍光影碟                                     | 藍光影碟 | A區           | A區           | A區           | B區           | B區           | B區           |
| 發行日期                                     | 發行日期 | 2019年6月18日 | 2019年6月18日 | 2019年6月18日 | 待公布        | 待公布        | 待公布        |

## 備註
1. 1 2 3 4 5 6 7 8 9 10 11 12 13 14 15 16 17 18    Live+3收視。
2. ↑  第二季第1集《你知道怎麼毀屍滅跡嗎？》7日總收視人數：電視端為663萬，電腦端為27萬，平板端為13萬，智能手機端為9萬。
3. ↑  第二季第1集《你知道怎麼毀屍滅跡嗎？》28日總收視人數：電視端為759萬，電腦端為42萬，平板端為20萬，智能手機端為15萬。
4. ↑  第二季第2集《乾淨俐落》7日總收視人數：電視端為667萬，電腦端為34萬，平板端為9萬，智能手機端為12萬。
5. ↑  第二季第2集《乾淨俐落》28日總收視人數：電視端為735萬，電腦端為36萬，平板端為11萬，智能手機端為16萬。
6. ↑  第二季第3集《飢餓的毛毛蟲》7日總收視人數：電視端為705萬，電腦端為47萬，平板端為20萬，智能手機端為14萬。
7. ↑  第二季第3集《飢餓的毛毛蟲》28日總收視人數：電視端為778萬，電腦端為56萬，平板端為24萬，智能手機端為17萬。
8. ↑  第二季第4集《絕望的時候》7日總收視人數：電視端為710萬，電腦端為50萬，平板端為12萬，智能手機端為15萬。
9. ↑  第二季第4集《絕望的時候》28日總收視人數：電視端為787萬，電腦端為58萬，平板端為12萬，智能手機端為17萬。
10. ↑  第二季第5集《再見掰掰》7日總收視人數：電視端為744萬，電腦端為28萬，平板端為9萬，智能手機端為16萬。
11. ↑  第二季第5集《再見掰掰》28日總收視人數：電視端為812萬，電腦端為27萬，平板端為8萬，智能手機端為18萬。
12. ↑  第二季第6集《希望你喜歡傳教士體位！》7日總收視人數：電視端為715萬，電腦端為51萬，平板端為18萬，智能手機端為16萬。
13. ↑  第二季第6集《希望你喜歡傳教士體位！》28日總收視人數：電視端為777萬，電腦端為58萬，平板端為22萬，智能手機端為18萬。
14. ↑  第二季第7集《完全清醒》7日總收視人數：電視端為658萬，電腦端為7萬，平板端為16萬，智能手機端為12萬。
15. ↑  第二季第7集《完全清醒》28日總收視人數：電視端為696萬，電腦端為99萬，平板端為19萬，智能手機端為13萬。
16. ↑  第二季第8集《你是我的》7日總收視人數：電視端為585萬，電腦端為10萬，平板端為3萬，智能手機端為9萬。
17. ↑  第二季第8集《你是我的》28日總收視人數：電視端為629萬，電腦端為11萬，平板端為3萬，智能手機端為10萬。

## 資料來源
1. ↑  Petski, Denise. . Deadline Hollywood. 2017-06-13  [2018-09-01]. （原始内容存档于2018-11-09）.
2. 1 2 3 4 5 6  . BBC媒體中心. 2018-03-07  [2018-09-01]. （原始内容存档于2018-09-15） （美国英语）.
3. ↑  Petski, Denise. . Deadline Hollywood. 2017-06-28  [2018-09-01]. （原始内容存档于2018-11-09） （美国英语）.
4. 1 2 3 4  Mitovich, Matt Webb. . TVLine. 2018-01-12  [2018-09-01]. （原始内容存档于2018-08-26） （美国英语）.
5. 1 2 3  . BBC America. 2018-08-15  [2018-08-19]. （原始内容存档于2018-08-19） （美国英语）.
6. 1 2 3 4 5 6  Carr, Flora. . 廣播時報. 2019-06-10  [2019-06-11]. （原始内容存档于2019-06-17） （英国英语）.
7. ↑  . now TV.   [2019-09-28]. （原始内容存档于2018-09-28） （中文（香港））.
8. 1 2  Metcalf, Mitch. . Showbuzz Daily. 2019-04-09  [2019-04-09]. （原始内容存档于2019-04-09） （美国英语）.
9. 1 2  Metcalf, Mitch. . Showbuzz Daily. 2019-04-16  [2019-04-16]. （原始内容存档于2019-04-16） （美国英语）.
10. 1 2  Metcalf, Mitch. . Showbuzz Daily. 2019-04-23  [2019-04-23]. （原始内容存档于2019-04-23） （美国英语）.
11. 1 2  Metcalf, Mitch. . Showbuzz Daily. 2019-04-30  [2019-04-30]. （原始内容存档于2019-04-30） （美国英语）.
12. 1 2  Metcalf, Mitch. . Showbuzz Daily. 2019-05-07  [2019-05-07]. （原始内容存档于2019-05-07） （美国英语）.
13. 1 2  Metcalf, Mitch. . Showbuzz Daily. 2019-05-14  [2019-05-14]. （原始内容存档于2019-05-14） （美国英语）.
14. 1 2  Metcalf, Mitch. . Showbuzz Daily. 2019-05-21  [2019-05-21]. （原始内容存档于2019-05-21） （美国英语）.
15. 1 2  Metcalf, Mitch. . Showbuzz Daily. 2019-05-29  [2019-05-29]. （原始内容存档于2019-05-29） （美国英语）.
16. 1 2  Nguyen, Hanh. . indiewire. 2019-05-26  [2019-05-27]. （原始内容存档于2019-05-27） （美国英语）.
17. ↑  Hudson, Laura. . Vulture. 2019-04-28  [2019-05-06]. （原始内容存档于2019-05-06） （美国英语）.
18. ↑  Nemetz, Dave. . TVLine. 2018-04-05  [2018-09-01]. （原始内容存档于2018-06-20） （美国英语）.
19. ↑  Goldberg, Lesley. . The Hollywood Reporter. 2018-04-05  [2018-09-01]. （原始内容存档于2018-07-05） （美国英语）.
20. ↑  Porter, Rick. . hollywoodreporter.com (The Hollywood Reporter). 2018-07-27. （原始内容存档于2018-12-30） （美国英语）.
21. ↑  Thomas, Damon [@damonUK].  (推文). 2018-07-16  [2018-09-01] –Twitter （美国英语）.
22. ↑  Spencer, Samuel. . 每日快報. 2019-04-07  [2019-05-05]. （原始内容存档于2019-04-09） （美国英语）.
23. ↑  .   [2019-06-19]. （原始内容存档于2020-10-11） （英语）.
24. ↑  Steves, Ashley. . backstage. 2018-10-13  [2019-05-05]. （原始内容存档于2019-09-05） （美国英语）.
25. ↑  . nu.nl. 2018-09-25  [2019-05-05]. （原始内容存档于2018-09-26） （荷兰语）.
26. ↑  .   [2019-06-19]. （原始内容存档于2020-10-11） （英语）.
27. ↑  Evans, Mel. . Metro. 2018-10-17  [2019-05-05]. （原始内容存档于2018-11-03） （美国英语）.
28. 1 2  Igoe, Katherine J.; Mitchell, Amanda. . Marie Claire. 2019-04-07  [2019-05-05]. （原始内容存档于2019-04-15） （英国英语）.
29. ↑  .   [2019-11-04]. （原始内容存档于2019-11-04） （美国英语）.
30. ↑  .   [2019-11-04]. （原始内容存档于2019-11-04） （美国英语）.
31. 1 2  . 爛番茄.   [2019-08-13]. （原始内容存档于2019-04-11） （美国英语）.
32. ↑  . Metacritic.   [2019-04-11]. （原始内容存档于2020-10-11） （美国英语）.
33. 1 2  Nussbaum, Emily. . 紐約客. 2019-04-22  [2019-05-05]. （原始内容存档于2019-04-24） （美国英语）.
34. ↑  Rorke, Robert. . 紐約郵報. 2019-04-03  [2019-05-05]. （原始内容存档于2019-04-07） （美国英语）.
35. ↑  . 衛報. 2019-09-16  [2019-09-25]. （原始内容存档于2019-11-01） （英国英语）.
36. ↑  Patten, Dominic. . Deadline. 2019-04-09  [2019-04-20]. （原始内容存档于2019-04-10） （美国英语）.
37. 1 2  Pucci, Douglas. . Programming Insider. 2019-04-13  [2019-04-20]. （原始内容存档于2019-04-13） （美国英语）.
38. ↑  Welch, Alex. . TV by the Numbers. 2019-04-23  [2019-04-23]. （原始内容存档于2019-04-23） （美国英语）.
39. ↑  Welch, Alex. . TV by the Numbers. 2019-05-06  [2019-05-07]. （原始内容存档于2019-05-06） （美国英语）.
40. ↑  Pucci, Douglas. . Programming Insider. 2019-04-22  [2019-04-23]. （原始内容存档于2019-04-23） （美国英语）.
41. ↑  Pucci, Douglas. . Programming Insider. 2019-04-26  [2019-04-26]. （原始内容存档于2019-04-27） （美国英语）.
42. ↑  Welch, Alex. . TV by the Numbers. 2019-05-09  [2019-05-09]. （原始内容存档于2019-05-09） （美国英语）.
43. ↑  Pucci, Douglas. . Programming Insider. 2019-05-04  [2019-05-06]. （原始内容存档于2019-05-04） （美国英语）.
44. ↑  Welch, Alex. . TV by the Numbers. 2019-05-22  [2019-05-22]. （原始内容存档于2019-05-22） （美国英语）.
45. ↑  Pucci, Douglas. . Programming Insider. 2019-05-11  [2019-05-25]. （原始内容存档于2019-05-12） （美国英语）.
46. ↑  Welch, Alex. . TV by the Numbers. 2019-05-29  [2019-05-29]. （原始内容存档于2019-05-29） （美国英语）.
47. ↑  Pucci, Douglas. . Programming Insider. 2019-05-18  [2019-05-28]. （原始内容存档于2019-05-30） （美国英语）.
48. ↑  Welch, Alex. . TV by the Numbers. 2019-06-06  [2019-06-06]. （原始内容存档于2019-06-07） （美国英语）.
49. ↑  Pucci, Douglas. . Programming Insider. 2019-05-25  [2019-05-28]. （原始内容存档于2019-05-25） （美国英语）.
50. ↑  Welch, Alex. . TV by the Numbers. 2019-06-13  [2019-06-13]. （原始内容存档于2019-06-13） （美国英语）.
51. ↑  Pucci, Douglas. . Programming Insider. 2019-05-31  [2019-06-04]. （原始内容存档于2020-10-11） （美国英语）.
52. ↑  Goldbart, Max. . broadcastnow. 2019-06-10  [2020-04-26]. （原始内容存档于2021-06-16） （英国英语）.
53. 1 2 3 4 5 6 7 8  . Broadcasters' Audience Research Board.   [2019-06-20]. （原始内容存档于2019-02-02） （英国英语）.
54. ↑  Goldbart, Max. . broadcastnow. 2019-07-15  [2020-04-26]. （原始内容存档于2019-07-15） （英国英语）.
55. ↑  Goldbart, Max. . broadcastnow. 2019-07-29  [2020-04-26]. （原始内容存档于2021-06-17） （英国英语）.
56. ↑  McHenry, Jackson. . Vulture. 2019-06-19. （原始内容存档于2019-06-19） （美国英语）.
57. ↑  Mancuso, Vinnie. . Collider. 2019-07-16  [2019-07-18]. （原始内容存档于2019-07-16） （美国英语）.
58. ↑  . Gold Derby Awards. 2019-07-24  [2019-07-24]. （原始内容存档于2019-07-24） （美国英语）.
59. ↑  Abad-Santos, Alex. . Vox (website). 2019-09-22  [2019-09-25]. （原始内容存档于2019-09-23） （美国英语）.
60. ↑  Peterson, Karen M. . awardscircuit. 2019-12-03  [2019-12-11]. （原始内容存档于2019-12-09） （美国英语）.
61. ↑  Hammond, Pete. . Deadline Hollywood. 2019-12-08  [2019-12-08]. （原始内容存档于2019-12-08） （美国英语）.
62. ↑  Huff, Lauren. . Entertainment Weekly. 2019-12-05  [2019-12-09]. （原始内容存档于2019-12-09） （美国英语）.
63. ↑  Weinberg, Lindsay. . The Hollywood Reporter. 2019-12-10  [2020-01-11]. （原始内容存档于2019-12-11） （美国英语）.
64. ↑  . 2019-12-11  [2019-12-11]. （原始内容存档于2019-12-12） （美国英语）.
65. ↑  Gardner, Chris; Howard, Annie. . The Hollywood Reporter. 2020-01-08  [2020-01-08]. （原始内容存档于2020-01-08） （美国英语）.
66. ↑  . www.bafta.org. 2020-06-03  [2020-06-08]. （原始内容存档于2020-08-08） （英国英语）.
67. ↑  .   [2019-06-21]. （原始内容存档于2019-03-30） –Amazon （美国英语）.
68. ↑  .   [2019-06-21]. （原始内容存档于2019-06-21） –Amazon （美国英语）.
69. ↑  .   [2019-11-04]. （原始内容存档于2020-10-11） –Amazon （美国英语）.
70. ↑  .   [2019-06-21]. （原始内容存档于2021-10-08） –Amazon （美国英语）.

## 外部連結
- 《《追殺夏娃》》各集列表 来自互联网电影数据库